# Ташлыково (Кстовский район)
Ташлыково — деревня в Кстовском районе Нижегородской области. Входит в состав Чернышихинского сельсовета.
Деревня расположена в 68 км к югу-востоку от Нижнего Новгорода. Ташлыково стоит на правом берегу реки Китмар. Недалеко от деревни располагается полигон 210-го Гвардейского Ковельского Краснознамённого межвидового регионального учебного центра инженерных войск Министерства обороны Российской Федерации, функционирующий на основе материально-технической базы Кстовского высшего военного инженерно-командного училища.
В деревне осталось 28 домов.